# Cethegus broomi
Espèce
Synonymes
- Stenygrocercus broomi Hogg, 1901

Cethegus broomi est une espèce d'araignées mygalomorphes de la famille des Euagridae.

## Distribution
Cette espèce est endémique de Nouvelle-Galles du Sud en Australie. Elle se rencontre vers Hillgrove.

## Description
La carapace du mâle décrit par Raven en 1984 mesure 6,45 mm de long sur 5,61 mm et l'abdomen 7,74 mm de long sur 4,97 mm et la carapace de la femelle paratype mesure 8,56 mm de long sur 6,75 mm et l'abdomen 9,70 mm de long sur 7,05 mm.

## Systématique et taxinomie
Cette espèce a été décrite sous le protonyme Stenygrocercus broomi par Hogg en 1901. Elle est placée dans le genre Cethegus par Main en 1960.

## Publication originale
- Hogg, 1901 : On Australian and New Zealand spiders of the suborder Mygalomorphae. Proceedings of the Zoological Society of London, vol. 1901, p. 218-279 (texte intégral).